# Enghien (Belgien)
Enghien (wallonisch Inguî, niederländisch Edingen) ist eine belgische Fusions- und Fazilitäten-Gemeinde (frankophon mit Fazilitäten für Niederländischsprachige) in der Provinz Hennegau nahe der Grenze zu Flandern. Die Großgemeinde Enghien besteht seit 1977 aus den Ortsteilen Enghien, Petit-Enghien (Lettelingen) und Marcq (Mark). Sie liegt etwa 35 Kilometer südwestlich von Brüssel.

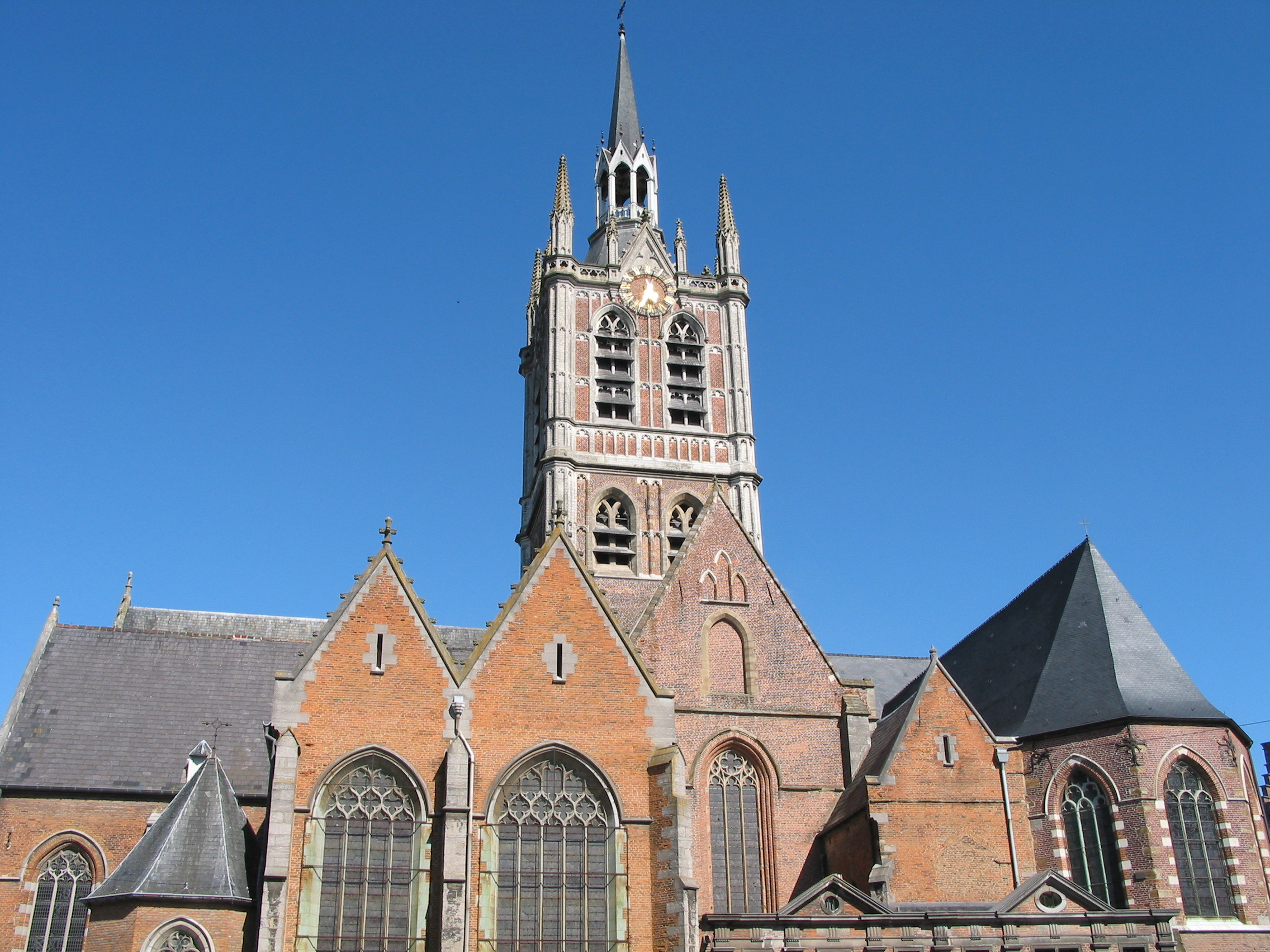
Kirche St-Nicolas

## Gemeindepartnerschaften
Es besteht eine Gemeindepartnerschaft zwischen Enghien/Edingen und der französischen Gemeinde Enghien-les-Bains im Großraum Paris (Île-de-France).

## Söhne und Töchter
- Nicolas de Bourgogne (1586–1649), Staatsmann, Dichter, Historiker und Rechtswissenschaftler
- Herzog Karl Maria Raimund von Arenberg (1721–1778), österreichischer Feldmarschall und Reichsfeldzeugmeister
- Louis Joseph Ghislain Parmentier (1782–1847), Rosenzüchter

## Geschichte

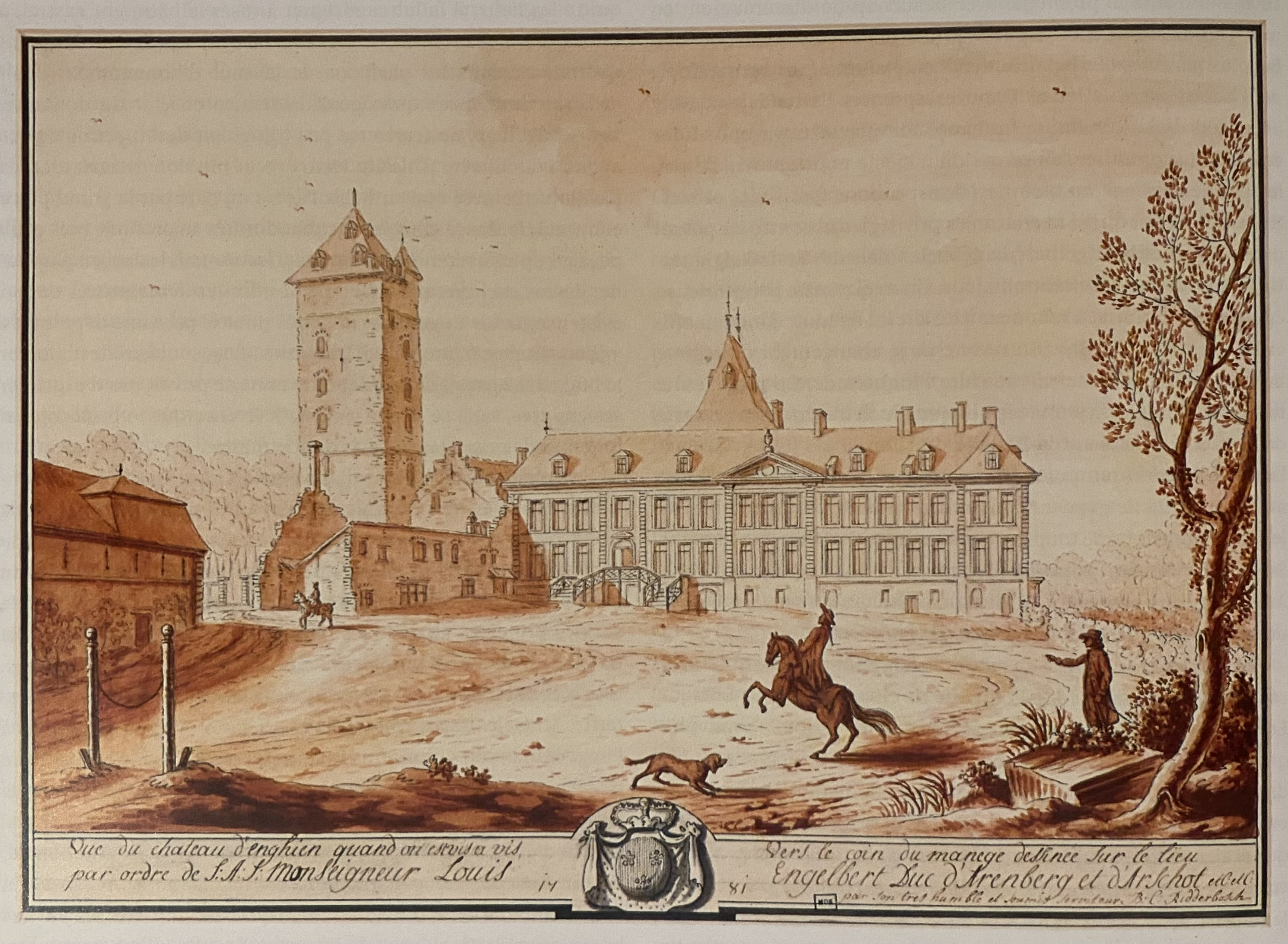
Schloss Enghien (1781)

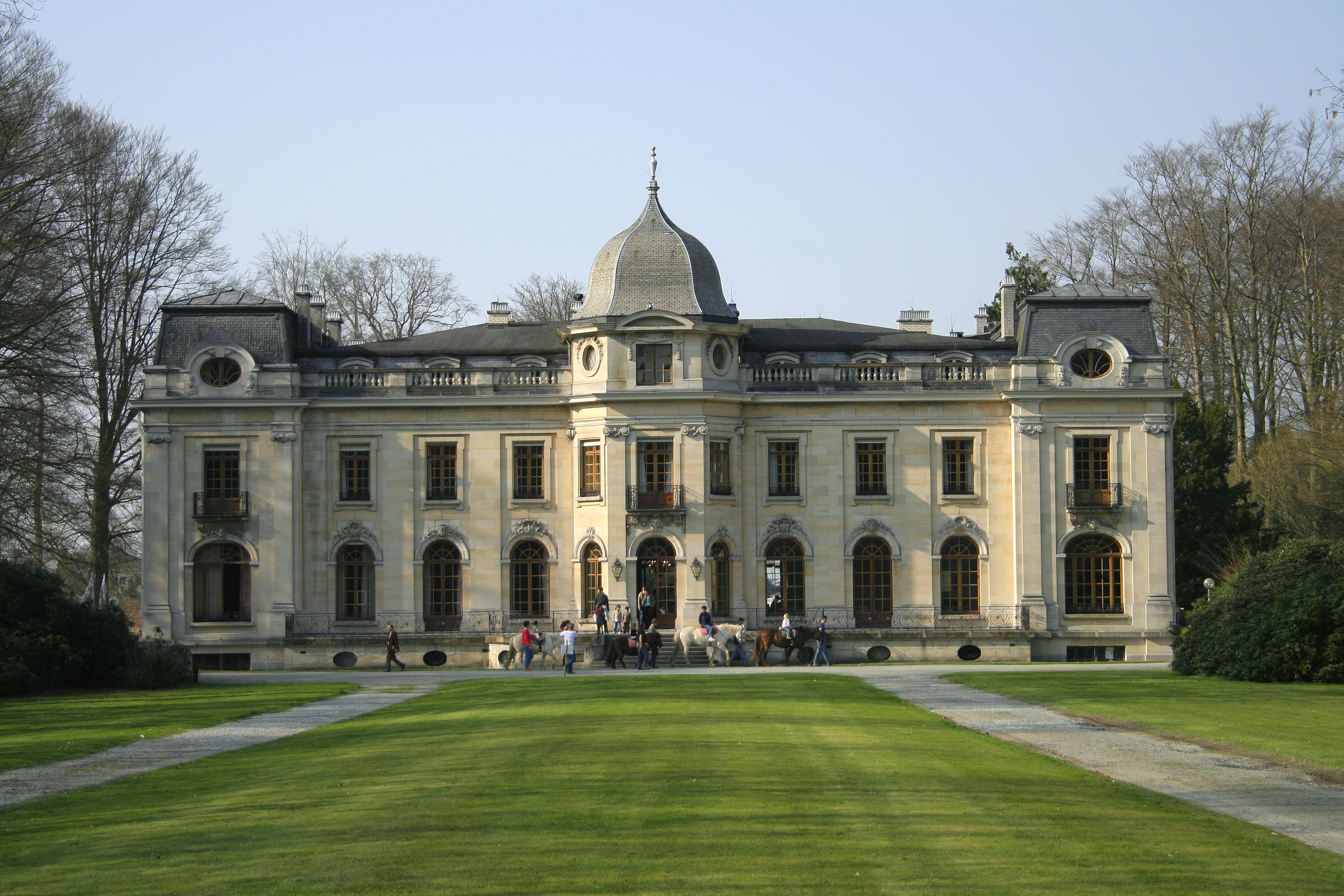
Das Château Empain (von 1913)

Die Stadt wurde im 11. Jahrhundert von Engelbert von Enghien gegründet. Enghien war eine Baronie der Grafschaft Hennegau, die den Herren von Enghien gehörte. Balduin V. von Hennegau zerstörte um 1166 die erste Burganlage. Anfang des 13. Jahrhunderts entstand eine neue Burg, neben dem Eingang des heutigen Parc d'Enghien. 
Nach dem Aussterben der Herren von Enghien 1487 fiel die Herrschaft an Ludwig I. aus dem Hause Luxemburg-Ligny. Über seinen Sohn Peter II. fiel die Baronie an dessen Tochter Marie, die Ehefrau von François de Bourbon, Graf von Vendôme († 1495). Deren Enkel Louis I. de Bourbon, prince de Condé, Begründer der Linie Bourbon-Condé, übertrug den Namen Grafschaft Enghien auf seine Herrschaft Nogent-le-Rotrou (als  Enghien-le-Français), da ihm der Titel erhalten bleiben sollte (ab 1566 nannte er sich Herzog von Enghien), während die Baronie mit dem Schloss Enghien an seinen Neffen, König Heinrich IV., fiel, der sie 1607 an Karl von Arenberg verkaufte. Nach einem Brand 1645 wurde das Schloss neu errichtet, aber während der Französischen Revolution 1793 wiederum zerstört. 1806 wurde die Ruine abgerissen, nur die Schlosskapelle steht noch. Das Haus Arenberg verkaufte die Domäne Anfang des 20. Jahrhunderts an Baron François Empain, Sohn des Industriellen Édouard Empain. Dieser ließ den Park verschönern und 1913 anstelle der alten Orangerie ein neues Schloss errichten.